# ألكسيس توماسيان
ألكسيس توماسيان (بالفرنسية: Alexis Tomassian)‏ هو ممثل فرنسي، ولد في 13 يوليو 1979 في فرنسا.

## وصلات خارجية
- ألكسيس توماسيان على موقع IMDb (الإنجليزية)
- ألكسيس توماسيان على موقع ألو سيني (الفرنسية)
- ألكسيس توماسيان على موقع ميوزك برينز (الإنجليزية)
- ألكسيس توماسيان على موقع أول موفي (الإنجليزية)
- ألكسيس توماسيان على موقع قاعدة بيانات الفيلم (الإنجليزية)
- ألكسيس توماسيان على موقع كينوبويسك (الروسية)